# Günter Semjank
Günter Semjank (* 1949; † 19. März 1995 in Kirschau) war ein deutscher Fernsehansager.

## Leben
Günter Semjank war zunächst als Unterstufen- und Musiklehrer an der Polytechnischen Oberschule Artur Becker in Spremberg und an der Polytechnischen Oberschule in Kirschau in der Oberlausitz tätig, wo er auch den dortigen Schulchor leitete. Zu Beginn der 1980er Jahre wechselte er als Ansager zum Fernsehen der DDR, wo er u. a. auch die Nachrichten der Aktuellen Kamera verlas und Fernsehsendungen ansagte. Als Akteur wirkte er u. a. auch an der Sendung Ein Haus voller Musik mit.
Nach dem Wechsel zum MDR wirkte er bis Herbst 1994 als Sprecher an verschiedenen Sendungen von mdr-aktuell mit. Er starb 1995 in seinem Heimatort Kirschau.